# Heerderweg
De Heerderweg (Maastrichts: Hierderweeg) is een straat of weg in de Nederlandse stad Maastricht. De weg uit het begin van de negentiende eeuw heeft een gelijknamige voorganger gehad, die echter een ander tracé volgde. Van 1828 tot 1975 was de Heerderweg onderdeel van de rijksweg Maastricht-Aken (N278). Al in 1969 is de verbinding met de rest van de rijksweg verbroken en vanaf dat moment werd de Heerderweg een rustige woonstraat. De straat heeft een gemengde bebouwing uit verschillende perioden van de twintigste eeuw.

## Naamgeving
De straatnaam Heerderweg werd op 15 maart 1920 officieel vastgesteld, kort na de annexatie van een groot deel van de gemeente Heer, waaronder de Heerderweg, op 1 januari 1920. Voor die tijd werd de weg, die in de jaren 1820 was aangelegd als steenweg, meestal aangeduid als rijksweg Maastricht-Aken of Akersteenweg. De Heerderweg is genoemd naar het dorp Heer, dat enkele kilometers ten oosten van middeleeuws Maastricht lag. De weg had een voorganger ter plekke van de Bloemenweg, die tot 1920 werd aangeduid als Oude Heerderweg. Andere straatnamen in de omgeving van de Heerderweg dateren uit 1934 en hebben een connectie met het Nederlandse koningshuis: Oranjeplein, Prinsesselaan, Prinsenlaan, Waldeck Pyrmontstraat en Nassaulaan. De vrij recente Koepelstraat (1988) verwijst naar de Koepelkerk.

## Ligging
De Heerderweg ligt op de rechter Maasoever, geheel binnen de grenzen van Wyckerpoort, een van de zeven buurten van de wijk Maastricht-Oost. De straat is min of meer noordwest-zuidoost georiënteerd en maakt daarbij een flauwe bocht naar het oosten. De huisnummering verloopt in Maastricht gewoonlijk van noord naar zuid en van oost naar west. Bij de Heerderweg is gekozen voor een nummering van noordwest naar zuidoost. Vanuit het centrum van de stad gezien, begint de weg bij de T-splitsing Heerderweg-Meerssenerweg-Scharnerweg, waar zich vroeger de spoorwegovergang naar de Akerstraat bevond. De Koepelkerk markeert het begin/eindpunt van al deze straten. Aan de zuidoostzijde sloot de Heerderweg tot 1969 aan op de Akersteenweg. Door de aanleg van het knooppunt Europaplein werd die verbinding verbroken en eindigde de weg daarna bij de Heerderdwarstraat. Sinds de voltooiing van de Koning Willem-Alexandertunnel eindigt de weg (via de Heerderdwarsstraat) bij de Groene Loper. De Heerderweg telt aan de noordoostzijde vijf zijstraten. Vanuit het centrum gezien: Scharnerweg, Koepelstraat, Prinsesselaan, Prinsenlaan en Heerderdwarsstraat. Aan de zuidwestzijde liggen drie zijstraten: Sphinxlunet (oostelijk deel, vanaf de spoorwegovergang), Sint Gerardusweg en Heerderdwarsstraat, waarbij het Sint Gerarduspad als vierde zijstraat beschouwd kan worden.

## Verkeer en inrichting

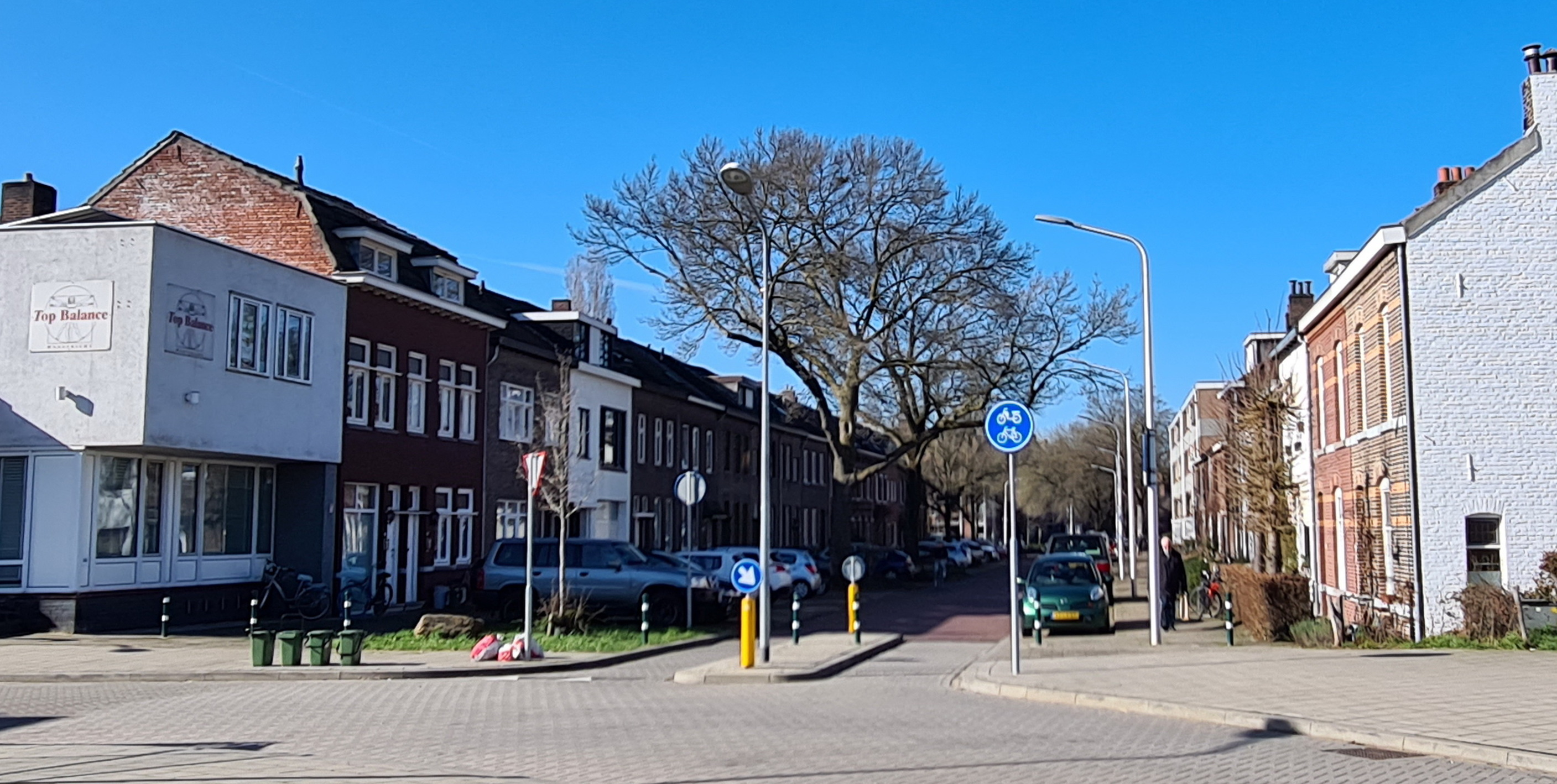
Wegafsluiting bij Heerderdwarsstraat (2022)

De Heerderweg is circa 660 meter lang en op de meeste plaatsen ongeveer twintig meter breed. Hoewel gemotoriseerd verkeer in beide richtingen is toegestaan, heeft de weg nauwelijks nog een functie voor het doorgaand verkeer, vooral omdat de toegang bij de Heerderdwarsstraat, waar de weg aansluit op de Groene Loper, is afgesloten voor alle wegverkeer, behalve fietsers. Daarnaast is het zuidoostelijk deel van de straat, van de Sint Gerardusweg tot de Heerderdwarsstraat, afgesloten voor vrachtverkeer. Alleen het meest noordelijk deel van de weg, tussen de Meerssenerweg en de spoorwegovergang in het Sphinxlunet, functioneert nog als doorgaande route. Hier is het rijweggedeelte extra breed en voorzien van voorsorteervakken en fietsstroken. Elders zijn geen fietspaden of -stroken. Over de Heerderweg rijden geen lijnbussen. In de gehele straat geldt betaald parkeren. Parkeren is uitsluitend toegestaan in de aangegeven parkeervakken.
Het wegdek van de Heerderweg bestaat grotendeels uit rode klinkers, gelegd in visgraatverband. Het noordelijk deel van de straat, vanaf de spoorwegovergang, is geasfalteerd. De parkeerstroken zijn geplaveid met grijze betonklinkers, gelegd in elleboogverband. De trottoirs zijn betegeld met betontegels. Ter hoogte van de spoorwegovergang bevinden zich vluchtheuvels en zebrapaden. Vrijwel de gehele straat is beplant met bomen, soms slechts aan een kant, op sommige plaatsen als onderdeel van een groenstrook of plantsoen.

## Geschiedenis
De Heerderweg in zijn huidige vorm is aangelegd in het begin van de negentiende eeuw en verving toen een oudere weg naar Heer, die het tracé volgde van de tegenwoordige Bloemenweg / Sint Josephstraat.

### Middeleeuwen; ancien régime
Heer wordt voor het eerst genoemd in 1202. Ongetwijfeld bestonden er in die tijd al een of meerdere 'Heerderwegen', verbindingswegen tussen de stad Maastricht en het dorp Heer. Wellicht waren dat afsplitsingen van de middeleeuwse, mogelijk in oorsprong Romeinse weg van Maastricht naar Aken, de nog deels in het landschap herkenbare Oude Akerweg. Deze volgde vanaf de Romeinse brug van Maastricht (die waarschijnlijk tot 1275 in gebruik bleef) het tracé van de huidige Hoogbrugstraat, Akerstraat, Scharnerweg, Wethouder van Caldenborghlaan, Bemelerweg en Keerderstraat.
Op de oudste (1585), enigszins betrouwbare kaart van het gebied ten oosten van Maastricht wordt tussen de weg naar Scharn en die naar Heugem geen weg naar Heer aangegeven. Een zeventiende-eeuwse 'Heerderweg' is te herkennen op een militaire kaart van het Beleg van Maastricht (1632). De weg loopt daar min of meer parallel aan de hoofdweg naar Aken, maar de kaart is te onnauwkeurig voor een exacte lokalisering. Bij een vrij gedetailleerde Franse militaire kaart van het beleg van 1748 is dat wel mogelijk (ondanks sterk verbasterde toponiemen): de weg naar Heer volgt hier duidelijk het 'Bloemenweg-tracé'. Nabij Heer splitst de weg zich. De noordelijke tak is de hoofdweg (blijkt uit negentiende-eeuwse kadasterkaarten); deze leidt naar de oude kerk van Heer, het centrum van het dorp. De zuidelijke tak is niet meer dan een voetpad dat naar De Burght van het Sint-Servaaskapittel ("Brogt St. Servais") leidt. In beide gevallen gaat het niet om doorgaande routes: beide eindigen bij de Dorpstraat. Deze oude weg van Maastricht naar Heer heeft niets te maken met de huidige Heerderweg. Het tracé van de oude Heerderweg is nog vrij goed te herkennen in het stratenpatroon van Maastricht en Heer: Akerstraat, Heugemerweg, Bloemenweg, dwars over het knooppunt Europaplein, Sint Josephstraat en Oude Kerkstraat.
Het gebied tussen Wyck en Heer wordt op oude kaarten aangeduid als Wyckerveld, Mockveld en/of Heerder Beemden. Iets noordelijker lag het Wittevrouwenveld, verwijzend naar de bezittingen van het Wittevrouwenklooster. Het gebied werd doorsneden door een oude Maasarm, min of meer ter plekke van de huidige Groene Loper. Deze liep tussen Heugem en Limmel in een wijde boog om Wyck heen en fungeerde bij hoge waterstanden als overlaat. De Heerderweg en andere wegen die door het winterbed van de Maas liepen, stonden om die reden geregeld onder water. Waarschijnlijk waren de hier gelegen landerijen alleen geschikt als grasland. Daarnaast moest de weg in het dorp Heer het Langwater oversteken, een watergang die van noord naar zuid dwars door Scharn en Heer liep, te zien op de Franse militaire kaart van 1748. Aan de oude Heerderweg lag tussen Wyck en Heer, en binnen Heer tussen de Demertstraat en Onder de Kerk dan ook geen bebouwing.
De juridische status van het Wyckerveld tijdens het ancien régime was gecompliceerd. Het dorp Heer en het gehucht Scharn vielen onder de schepenbank Heer en Keer, een van de elf banken van Sint-Servaas. Het kapittel van Sint-Servaas bezat hier de hoge jurisdictie. De stad Maastricht had zeggenschap over de buitengebieden die binnen de zogenaamde banmijl lagen, terwijl de tienden mogelijk toekwamen aan het kapittel van Onze-Lieve-Vrouwe of de pastoor van Wyck. In de achttiende eeuw, en waarschijnlijk al eerder, deelden de stad Maastricht, het kapittel van Sint-Servaas en de Staten-Generaal (als verantwoordelijke voor de vesting) de zeggenschap over de hoofdwegen ten oosten van Wyck. Het toezicht op het onderhoud lag bij de rijproost van het kapittel. Het onderhoud zelf was de taak van de eigenaren van percelen die aan de weg grensden. Daarover ontstonden regelmatig conflicten, voor het eerst vermeld in 1458.

### Negentiende eeuw
In de Franse Tijd (1794-1814) vervielen de oude grenzen en privileges. Kloosters en kapittels werden opgeheven en hun bezittingen bij opbod verkocht. Ook het kapittel van Sint-Servaas trof dat lot. De oude rechten van het kapittel in Heer gingen in 1795 over naar de nieuw opgerichte commune Heer (later gemeente Heer en Keer).
In 1815 zette koning Willem I het Rijksstratenplan in werking, dat tot doel had in het Verenigd Koninkrijk der Nederlanden een netwerk van verharde rijksstraatwegen aan te leggen. Op de westelijke Maasoever was al in 1811, nog onder Frans bewind, de steenweg Maastricht-Tongeren gereed gekomen. Op 3 augustus 1823 werd besloten dat er een "rijksstraatweg 1e klasse" moest komen tussen Maastricht en Aken, ter vervanging van de Oude Akerweg en de route over Valkenburg, die toen al geruime tijd de functie van de Oude Akerweg had overgenomen. Nog in hetzelfde jaar begonnen de werkzaamheden en in 1826 kon de bestrating worden aangebracht. Twee jaar later was de weg voltooid. De aanleg werd grotendeels betaald door het Rijk. Om die reden was de weg, zoals de meeste rijksstraatwegen in Nederland, tot ver in de negentiende eeuw een tolweg. Op het kruispunt in Heer stond een tolhuis. De nieuwe steenweg was dertien meter breed, maar alleen het vijf meter brede middenstuk was bestraat met keien. Dit deel was bestemd voor paardenkoetsen en -wagens. Het grindgedeelte ernaast was voor voetgangers en hondenkarren. Daarnaast bevonden zich greppels. Langs de kant stonden bomen, voornamelijk eiken en beuken. De weg was deels op een dijklichaam aangelegd, met name bij het winterbed van de Maas en bij het Langwater in Heer. Ter plekke van de huidige Groene Loper liepen tunnelbuizen onder de weg om het water van de oude Maasarm door te laten (zie foto 1905 hieronder). Pas in de jaren 1930 kwam hier een einde aan de wateroverlast.
Op kaarten uit de eerste helft van de negentiende eeuw is te zien hoe het wegennet op de oostelijke Maasoever eruitzag: vanaf de Duitse Poort slingerde een weg tussen de buitenwerken door. Aan de rand van de vestingwerken bevond zich een soort verkeersplein, waar de weg zich vertakte in vier uitvalswegen: naar het noorden de weg naar Meerssen (waarvan het eerste gedeelte iets anders verliep), naar het oosten de weg naar Valkenburg, naar het zuidoosten de rijksstraatweg naar Aken en naar het zuiden de weg naar Heugem. Die laatste splitste zich verderop in de oude Heerderweg (later Bloemenweg) en de eigenlijke Heugemerweg. In 1861 veranderde de wegensituatie enigszins door de aanleg van de spoorlijn Maastricht-Luik. Er kwam een spoorwegovergang ter plekke van het huidige station en delen van de Meerssenerweg en Akersteenweg schoven iets op in oostelijke richting. Het meest noordelijke gedeelte van de Heerderweg, tussen de Scharnertunnel en de spoorwegovergang Duitsepoort (Sphinxlunet), dateert uit die tijd. De opheffing van de vestingstatus op 29 mei 1867 en de sloop van de vestingwerken bij Wyck maakten het rechttrekken van de slingerweg door de vestingwerken mogelijk.
Op de interactieve HisGiS-kaart (waarin de kadastergegevens van 1842 zijn verwerkt) is te zien dat het eerste deel van de Akersteenweg, de tegenwoordige Heerderweg, in die tijd onbebouwd was en slechts één zijstraat had: een niet meer bestaande veldweg ter hoogte van de Koepelhof. Goed te zien is dat door de aanleg van de steenweg alle aangrenzende percelen diagonaal in tweeën waren gesneden. Alle percelen hadden een agrarische bestemming. De eerste bebouwing zou pas begin twintigste eeuw plaatsvinden, driekwart eeuw na de aanleg van de weg.

### Eerste helft twintigste eeuw
Dat de eerste bebouwing aan de Heerderweg zo lang op zich liet wachten, kwam deels door de drassigheid van het gebied en het gevaar van overstromingen. Hier lag immers het winterbed van de Maas. Daarnaast lag het noordwestelijk deel van de straat binnen het schootsveld van de vesting Maastricht, waardoor tot 1867 slechts niet-permanente bebouwing was toegestaan. Waarschijnlijk zag de gemeente Heer, waartoe de straat tot 1920 behoorde, niet de noodzaak tot bebouwing van dit ver van de dorpskern verwijderde gebied. In 1903-1904 werden dan toch de eerste zeven duplexwoningen gebouwd door de in 1902 opgerichte "spaarbouwvereeniging Sint Servatius", de latere woningcorporatie Servatius. De woningen bleken aanvankelijk, ondanks de woningnood, moeilijk te verhuren, omdat arbeiders uit Maastricht vreesden geen aanspraak meer te kunnen maken op hulp van het Burgerlijk Armbestuur, als ze in de gemeente Heer gingen wonen. Ook het ontbreken van riolering en waterleiding maakte een verhuizing naar de Heerderweg niet aantrekkelijk. In 1905 waren ze toch allemaal verhuurd.
De spoorwegovergang tussen de Akerstraat en de Scharnerweg verving, na de bouw van het nieuwe Station Maastricht in 1912-1915, de daar gelegen overweg en werd meteen de drukste in Wyck. Omdat de overweg het toegenomen verkeer niet aan kon – mede doordat de spoorbomen vaak en lang gesloten waren – werd ten zuiden hiervan een nieuwe aangelegd, de nog bestaande spoorwegovergang Duitsepoort-Heerderweg/Meerssenerweg. Voetgangers die wilden oversteken konden vanaf 1916 gebruik maken van een houten passerelle over het spoor, die vanaf de zuidzijde van het Stationsplein naar de Meerssenerweg voerde.

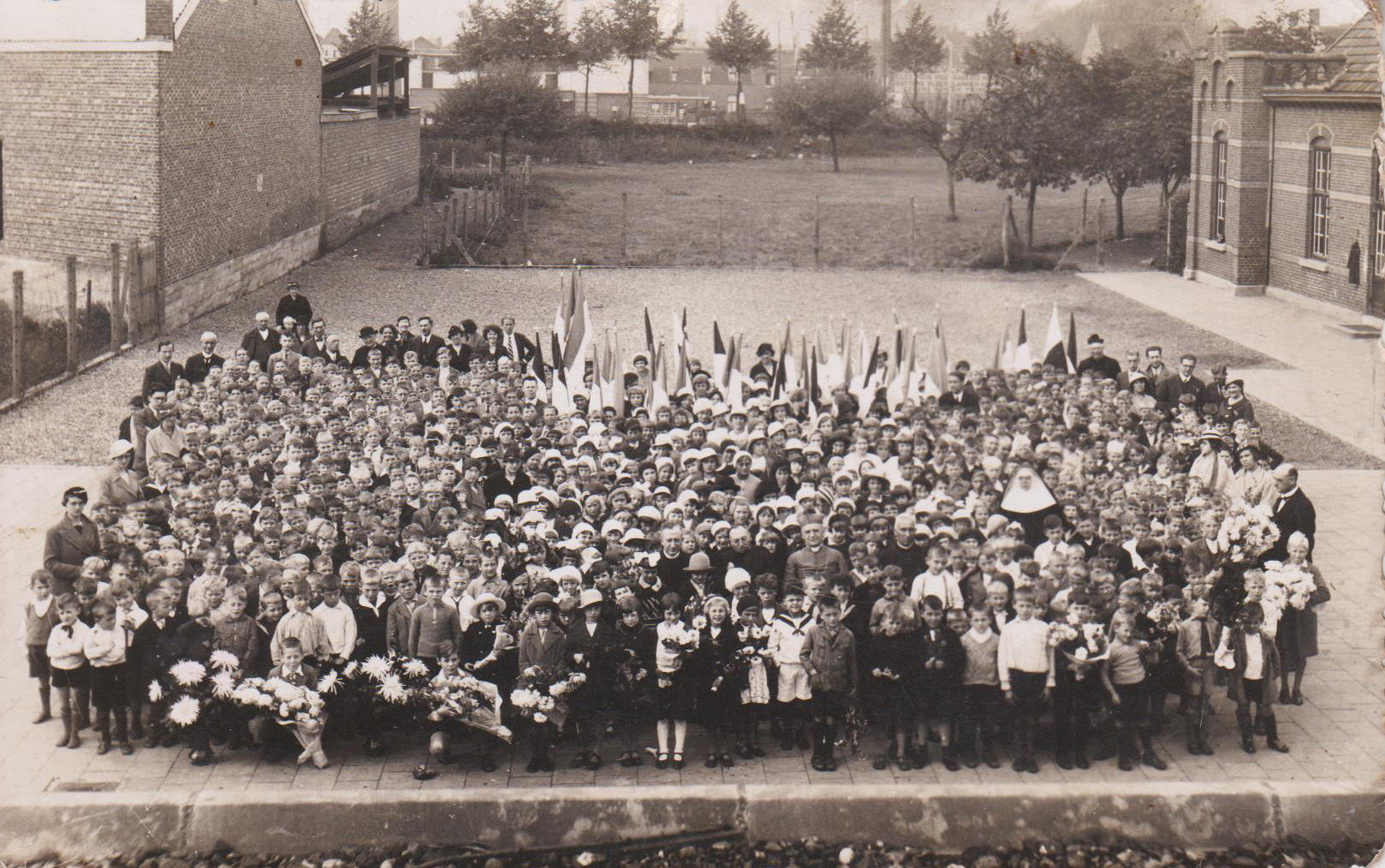
Leerlingen, leerkrachten en geestelijken op het schoolplein van de Heilig Hartschool (rechts nog net zichtbaar), waarschijnlijk 1934

In 1911 verwierf de priestercongregatie van het Heilig Hart van Jezus een groot terrein van circa 2000 m² op de hoek van de Heerderweg en de Scharnerweg. Het doel was om hier een parochiekerk te bouwen voor een nieuwe parochie, aanvankelijk nog een rectoraat, die van de parochie Heer was afgescheiden. De paters van het Heilig Hart begonnen met de bouw van een noodkerk, een pastorie annex klooster, en wellicht ook al een lagere school voor jongens. In 1930 verhuisden de paters naar nieuwbouw aan de oostzijde van de kerk (Scharnerweg 169). De noodkerk aan de Heerderweg was na het gereedkomen van de nieuwe kerk in 1923 nog enige tijd in gebruik als patronaatsgebouw. De nieuwe Heilig Hart van Jezuskerk, aanvankelijk Paterskerk genoemd, later vooral bekend als Koepelkerk, was een ontwerp van Alphons Boosten en Jos Ritzen uit 1920, en riep aanvankelijk nogal wat weerstand op. Het kolossale gebouw kwam in drie bouwfasen tot stand en is eigenlijk tot op heden onvoltooid (de twee slanke torens ontbreken). Een cluster huizen op de hoek Scharnerweg-Heerderweg werd pas geruime tijd na de voltooiing van de eerste bouwfase gesloopt. De Heilig Hartschool, wellicht in 1916 samen met de noodkerk gebouwd in traditionele stijl, was iets terug gelegen ten opzichte van de Heerderweg, ongeveer ter plekke van de westelijke bebouwing van de Prinsesselaan. In 1951 werd de school uitgebreid met een succursaalschool, gelegen aan het Oranjeplein. Beide scholen werden waarschijnlijk in 1964 gesloopt voor de aanleg van de Prinsesselaan.
Op 1 januari 1920 annexeerde de tot dan toe zeer krap bemeten gemeente Maastricht grote delen van (onder andere) de gemeenten Meerssen en Heer. Korte tijd later kregen diverse wegen en straten nieuwe namen. De Oude Heerderweg werd Bloemenweg. Het Maastrichtse deel van de Akersteenweg werd Heerderweg. Meteen na de annexatie gingen diverse grootschalige woningbouwprojecten van start in het toenmalige Wyckerveld (vanaf 1966 Wyckerpoort) en Wittevrouwenveld. In de jaren 1920 en tijdens de crisisjaren 1930 kwam door de Maaswerken en het dempen van de Oude Maasarm rondom Wyck, een einde aan de voorheen regelmatig optredende overstromingen, waardoor steeds grotere delen van deze buurten bewoonbaar werden.
De meeste huizen aan de Heerderweg waren arbeiders- of middenstandswoningen met een eenvoudig uiterlijk. Het drukke verkeer op de hoofdweg naar Gulpen, Vaals en Aken trok allerlei bedrijvigheid aan, zoals de motorrijwielgarage "Moto" en het sloopbedrijf annex schroothandel van H.E. Dotremont. Tussen 1928 en 1939 liep vanaf Station Maastricht een stoomtram naar Vaals. Deze tramlijn Maastricht - Vaals liep deels over, deels parallel aan de Heerderweg.
De Tweede Wereldoorlog liet ook aan de Heerderweg zijn sporen na. Op Heerderweg 41 en 47 woonden tot 1942 de joodse families Herz en Jacobs. De tien leden van beide families werden, samen met de meeste andere Maastrichtse joden, in de zomer van 1942 opgepakt en vervolgens in Duitse concentratiekampen om het leven omgebracht. De Heerderweg was tevens een van de wegen waarover de tanks en jeeps van de bevrijders van Maastricht, de Amerikaanse Old Hickory-divisie, op 13 september 1944 Wyck binnenrolden.

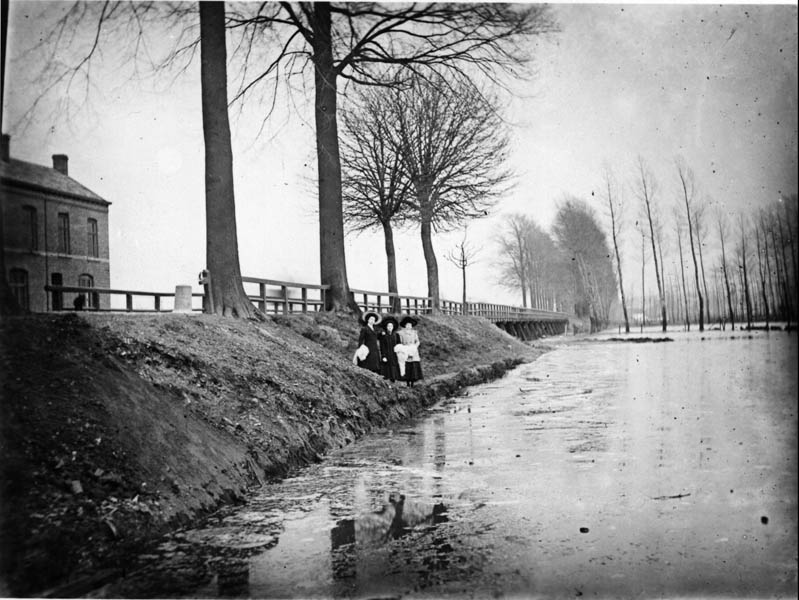
Heerderweg/Akersteenweg met de overlaat tijdens hoogwater, 1905
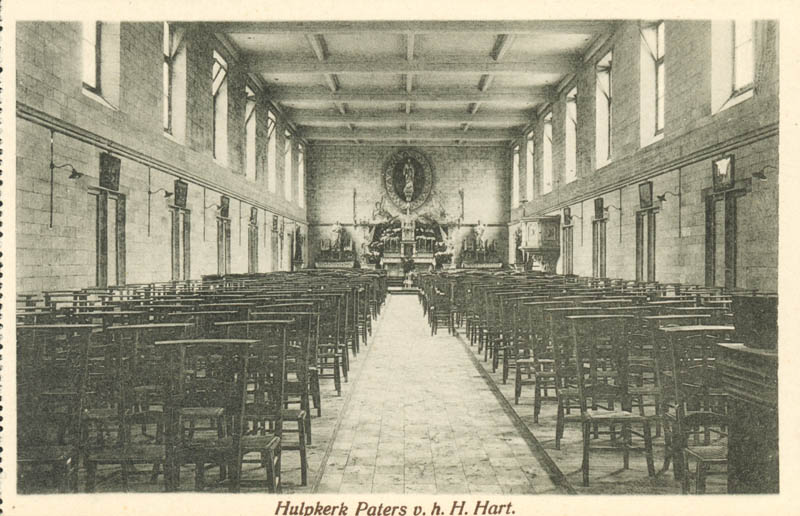
Hulpkerk van het rectoraat van de paters van het Heilig Hart, 1916-1921
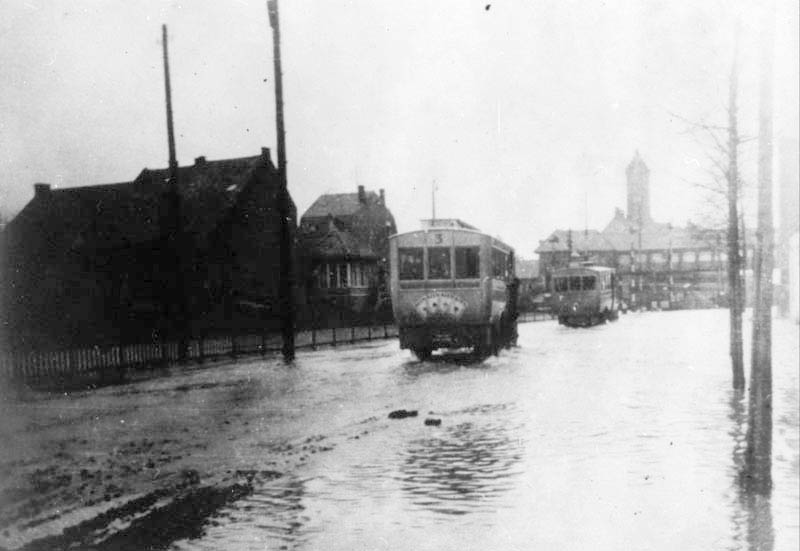
Tram naar Vaals op de Heerderweg tijdens hoogwater, 1926
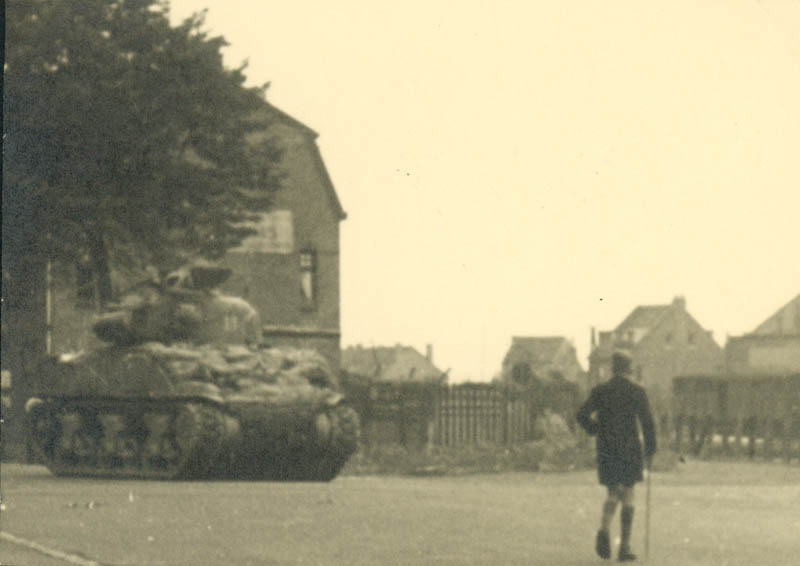
Amerikaanse tank van de Old Hickory-divisie op de Heerderweg, sept. 1944
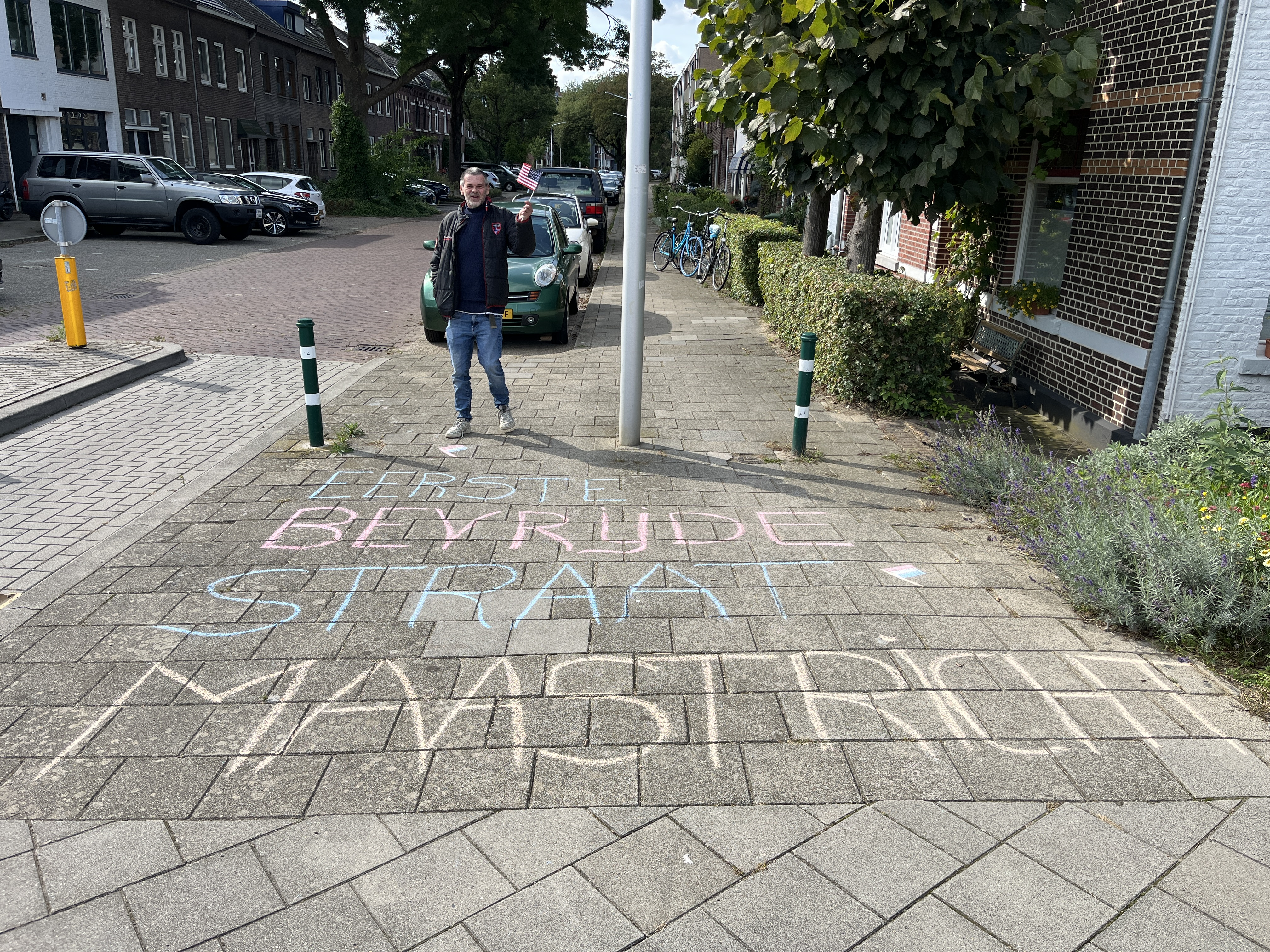
Bewoners vieren dat hun straat in Maastricht het eerst werd bevrijd met de intocht van de Amerikaanse divisie Old Hickory.

### Tweede helft twintigste eeuw
Vóór de bouw van de Scharnertunnel maakten dagelijks zo'n tienduizend motorvoertuigen en dertigduizend andere verkeersdeelnemers gebruik van de twee dicht bij elkaar liggende spoorwegovergangen aan de zuidzijde van Station Maastricht, de Scharneroverweg en de overweg Duitsepoort. De aanleg van de tunnel, waarvoor al sinds 1912 gepleit werd, vond plaats van 1960 tot 1962. Bij de ingebruikname in 1962 was de Scharnertunnel, met een lengte van 424 meter (waarvan 91 meter overdekt), de langste spoorwegtunnel van Nederland. De officiële opening door gouverneur Frans Houben vond plaats op 4 juli 1963.
Eveneens in 1962 werd de Maastrichtse stadstraverse van de autoweg N2 voltooid met de aansluiting van de Heerderweg/Akersteenweg op de nieuwe autoweg. In 1969 werd de gelijkvloerse kruising omgebouwd tot het ongelijkvloerse knooppunt Europaplein, waardoor de Heerderweg en de Akersteenweg werden gescheiden. De Heerderweg maakte daardoor niet langer deel uit van de rijksweg Maastricht-Aken en was in feite geen doorgaande weg meer. Wel hoorden de bewoners van de huizen in het oostelijk deel van de straat het steeds drukker wordende verkeer op de A2/N2 voorbijrazen. In de jaren daarna werd de aanwezigheid van deze snelweg dwars door Maastricht-Oost, met de daarmee gepaard gaande geluids- en stankoverlast en onveilige verkeerssituaties, steeds meer als ongewenst gezien. De bouw van een geluidswal in 1983 werd vergeleken met de Berlijnse Muur.

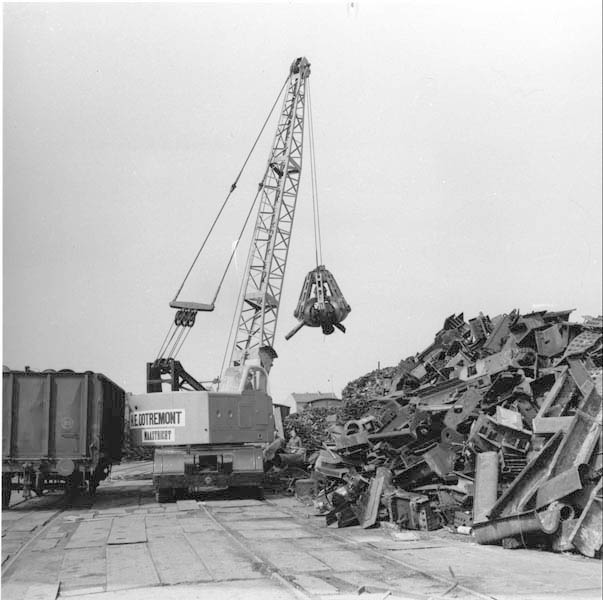
Kraanwerker bij ijzer- en schroothandel H.E. Dotremont, 1951
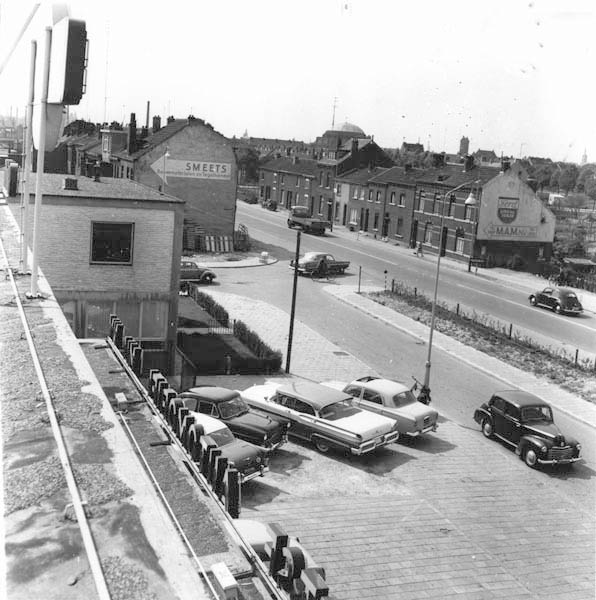
Gezicht naar het noorden vanaf het dak van Maastrichtse Automobiel Mij NV, 1957
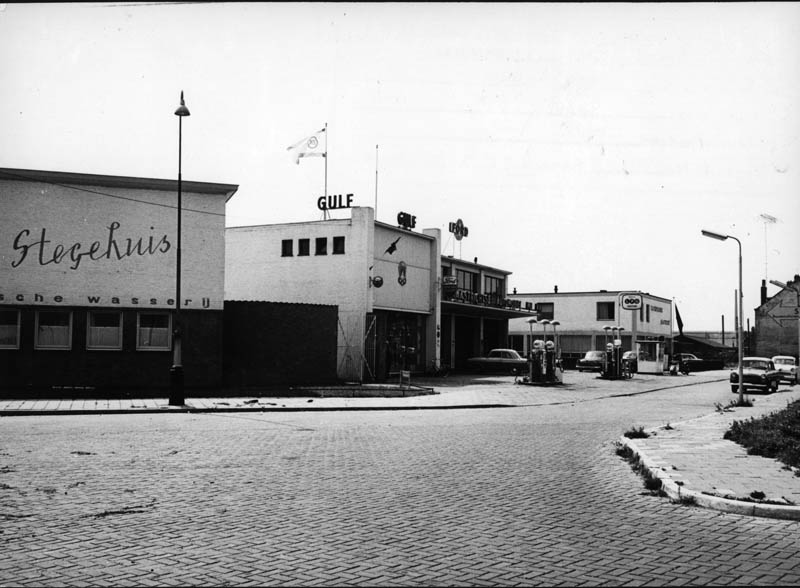
Wasserij Stegehuis, Maastrichtse Automobiel Mij en Clichéfabriek Maastricht, 1960
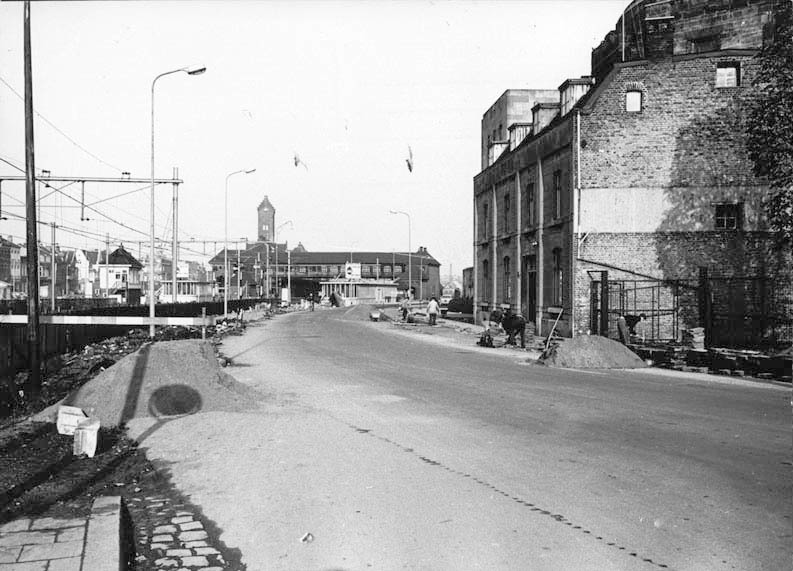
Reconstructie Heerderweg (en sloop pand rechts) na de bouw van de Scharnertunnel, 1962

### 21e eeuw

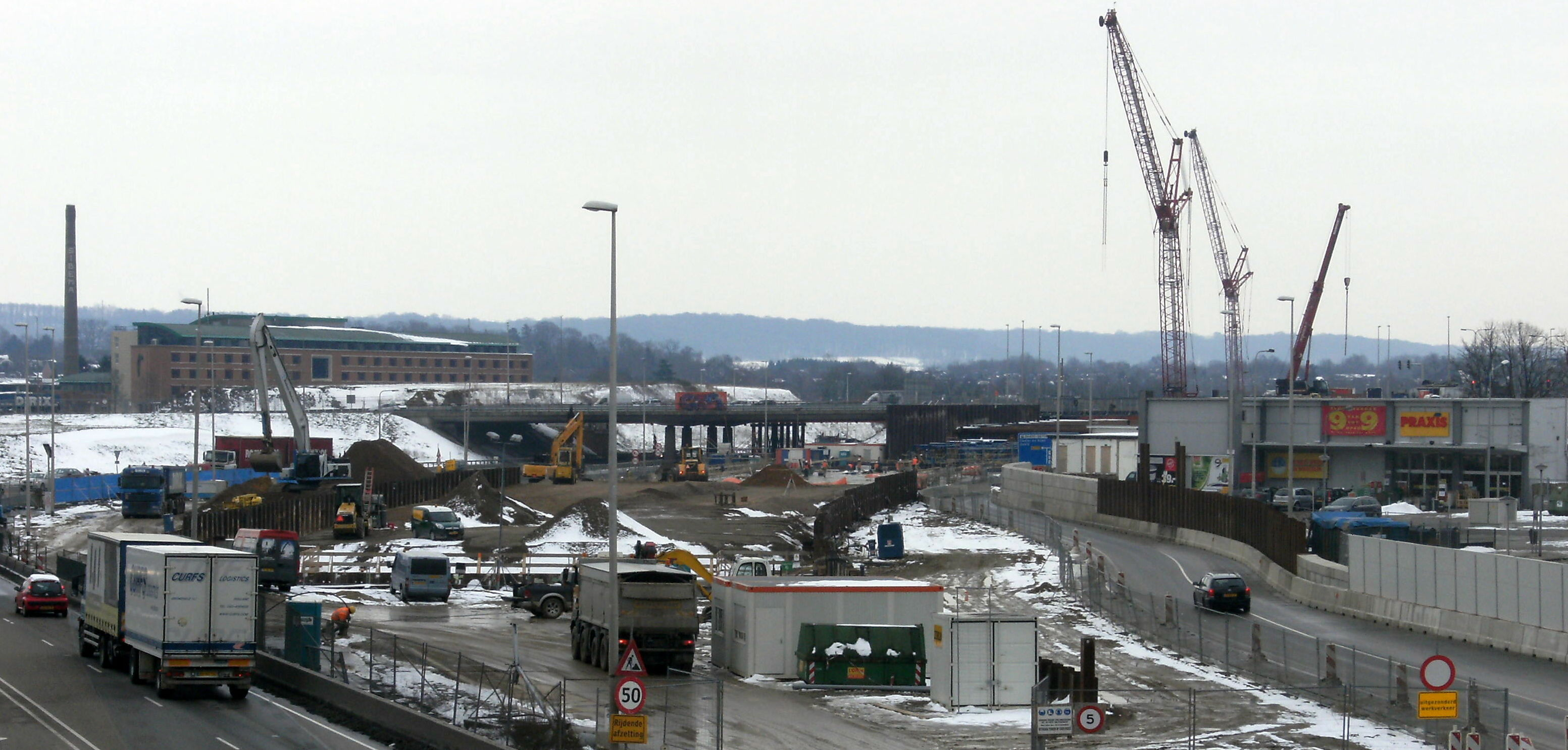
De N2 tijdens de bouw van de Koning Willem-Alexandertunnel (2013). Rechts achter de betonnen afzetting de Heerderweg

In 2004 werd een concreet plan gepresenteerd om de N2, het Maastrichtse gedeelte van de A2 met zes gelijkvloerse kruisingen en bijbehorende verkeerslichten, door een tunnel te leiden. In 2009 kreeg de bouwcombinatie Avenue2, een samenwerking van Strukton en Ballast Nedam, de opdracht om de tunnel te bouwen en aan de hand van het plan "De Groene Loper" het gebied opnieuw in te richten. De 2,3 kilometer lange Koning Willem-Alexandertunnel werd tussen 2011 en 2016 gebouwd en was de eerste dubbellaagse tunnel in Nederland. Na de openstelling in 2016 begon de aanleg van de Groene Loper, een recreatieve route die grotendeels is aangelegd op het dak van de tunnel en daarna werd verlengd naar de landgoederenzone ten noordoosten van Maastricht. De aansluiting van de Heerderweg op deze route vond in 2018 plaats.
Aanpalend aan de noordwestzijde van de Heerderweg vormt sinds 2005 de vijftien verdiepingen tellende, postmodernistische kantoortoren De Colonel van de Duitse architect Hans Kollhoff een nieuw 'landmark'. Aan de zuidoostzijde is in 2022 de bouw van het nieuwbouwwijkje Le Sud aan de Groene Loper begonnen. De daar geplande zeventig meter hoge woontoren van het Amsterdamse architectenbureau Office Winhov komt in de as van de Heerderweg te liggen. Op de hoek met de Heerderdwarsstraat is in 2022 een padelhal opgeleverd.
Begin 21e eeuw werd door sommige bewoners van de Heerderweg geklaagd over het opkopen van huizen door 'huisjesmelkers', bedoeld onder andere voor verhuur aan studenten. De huizenprijzen in de voordien relatief goedkope straat zouden daardoor worden opgedreven. Meer dan 40% van de huizen zou zijn gesplitst. Medio 2023 telde de Heerderweg 23 studentenhuizen.

## Architectuur, erfgoed
De bebouwing van de Heerderweg bestaat merendeels uit geschakelde woonhuizen uit de eerste decennia van de twintigste eeuw. Daarnaast zijn er enkele grotere woon- en werkcomplexen uit de naoorlogse periode, die soms als Fremdkörper tussen de vooroorlogse huizen staan. De straat telt één rijksmonument, de Koepelkerk, en vier gemeentelijke monumenten. Die laatste zijn alle vier als 'kenmerkend' geclassificeerd.

### Beschermde bouwwerken

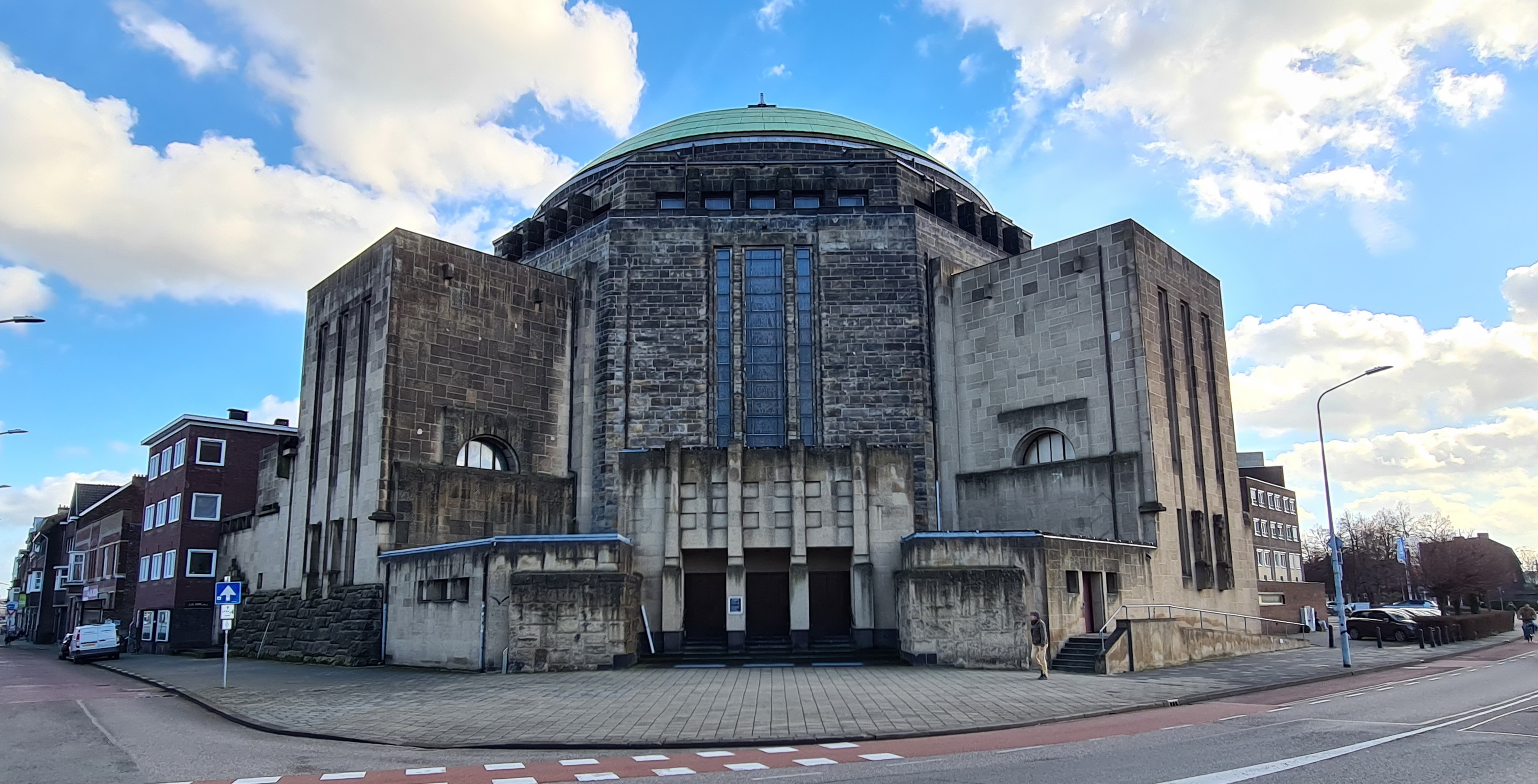
Koepelkerk, hoofdingang. Links de Scharnerweg; rechts de Heerderweg

De Koepelkerk, eigenlijk Heilig Hart van Jezuskerk, werd in 1921 ontworpen door de jonge architecten Alphons Boosten en Jos Ritzen voor de paters van het Heilig Hart van Jezus. De bouw vond plaats in drie fasen: 1921-1923, 1929 en 1953. De voltooiing van het gebouw met twee slanke torens, waarvan verschillende ontwerpen bestaan, werd niet uitgevoerd. De kerk bestaat een achthoekige centraalbouw, waaraan enkele rechthoekige bouwvolumes zijn toegevoegd. De dubbele betonnen koepel wordt gestut door acht schuin geplaatste pijlers. De koepel is bekleed met koper, dat groen is verkleurd. Op het hoogste punt staat een kruis. De betonnen gevels zijn bekleed met Kunradersteen en kalksteen uit de Eifel, op een plint van zwarte basaltlava. Omdat de aanvankelijk gebruikte kalksteen snel verweerde en zwart uitsloeg, werd bij de latere uitbreidingen gebruik gemaakt van harde tufsteen. Het hoofdportaal op de hoek van de Scharnerweg en de Heerderweg is symmetrisch opgebouwd van geometrisch gerangschikte blokken tufsteen, waartussen zich een brede trap bevindt, die naar de drie gescheiden deuren leidt. Het interieur van de kerk is een waar museum van Limburgse interbellumkunst, met werken van onder anderen Charles Eyck, Henri Jonas, Eugène Laudy, Gène Eggen en Charles Vos.
Heerderweg 40 en 42 zijn twee bakstenen tussenwoningen uit circa 1915. Beide bestaan uit twee bouwlagen en een zolderverdieping onder een zadeldak, dat voorzien is van een dakkapel. Het linker pand heeft een plint van flagstones; bij het rechter pand is deze gepleisterd. Nr. 42 bezit nog de oorspronkelijke houten gootlijst op klossen. Onder de dakrand is bij beide panden siermetselwerk aangebracht. Nr. 40 heeft naast de voordeur een breed, segmentbogig venster met een drieledig bovenlicht met glas in lood. De drie vensters op de bovenverdieping zijn rondbogig, waarbij de rondboogvelden zijn gevuld met een geruit patroon van gele en rode baksteen. Verdere geveldecoraties, ook bij nr. 42, bestaan uit banden van gele getande baksteen. Nr. 42 bezit tevens onder de dakrand een fries bestaande uit rechthoeken met siermetselwerk in gele en rode baksteen. De deuren en de meeste ramen zijn bij beide panden niet oorspronkelijk.
Het vrijstaande winkelwoonhuis van steenhouwerij Comuth op nr. 54 dateert uit circa 1930. Het pand bestaat uit twee bouwlagen met een zolderverdieping onder een zadeldak met twee dakkapellen. Het dak heeft een brede overstek waarin de bakgoot is opgenomen. Op de begane grond was voorheen de winkel gevestigd. De winkelpui is bekleed met hardsteen. Op de bovenverdieping is in het midden een driehoekige erker geplaatst tussen twee smalle vensters met bovenlichten. De zijgevels zijn beide blind. Op de westgevel is met zwarte letters op een witte ondergrond een reclametekst geschilderd: "J. Comuth; Bouwwerken schoorsteenmantels. Tel: 26561 – 26407". De hijsinstallatie aan de westzijde van het pand is niet beschermd.
De tussenwoning op nr. 97 is opgebouwd uit twee bouwlagen en een zolderverdieping onder een mansardedak. De rijkversierde dakkapel heeft geprofileerde stijlen en lijsten en een bekroning in de vorm van een fronton. Onder de geprofileerde houten bakgoot loopt een muizentandlijst van rode baksteen. Naast de oorspronkelijke voordeur bevindt zich een breed venster met een bovenlicht onder een segmentboog. Op de bovenverdieping zijn twee smallere segmentboogvensters met T-ramen. De aanzet- en sluitstenen van de segmentbogen zijn van pleisterwerk. Verdere geveldecoraties bestaan uit gele baksteen banden, hardstenen vensterdorpels en een plint van flagstones.

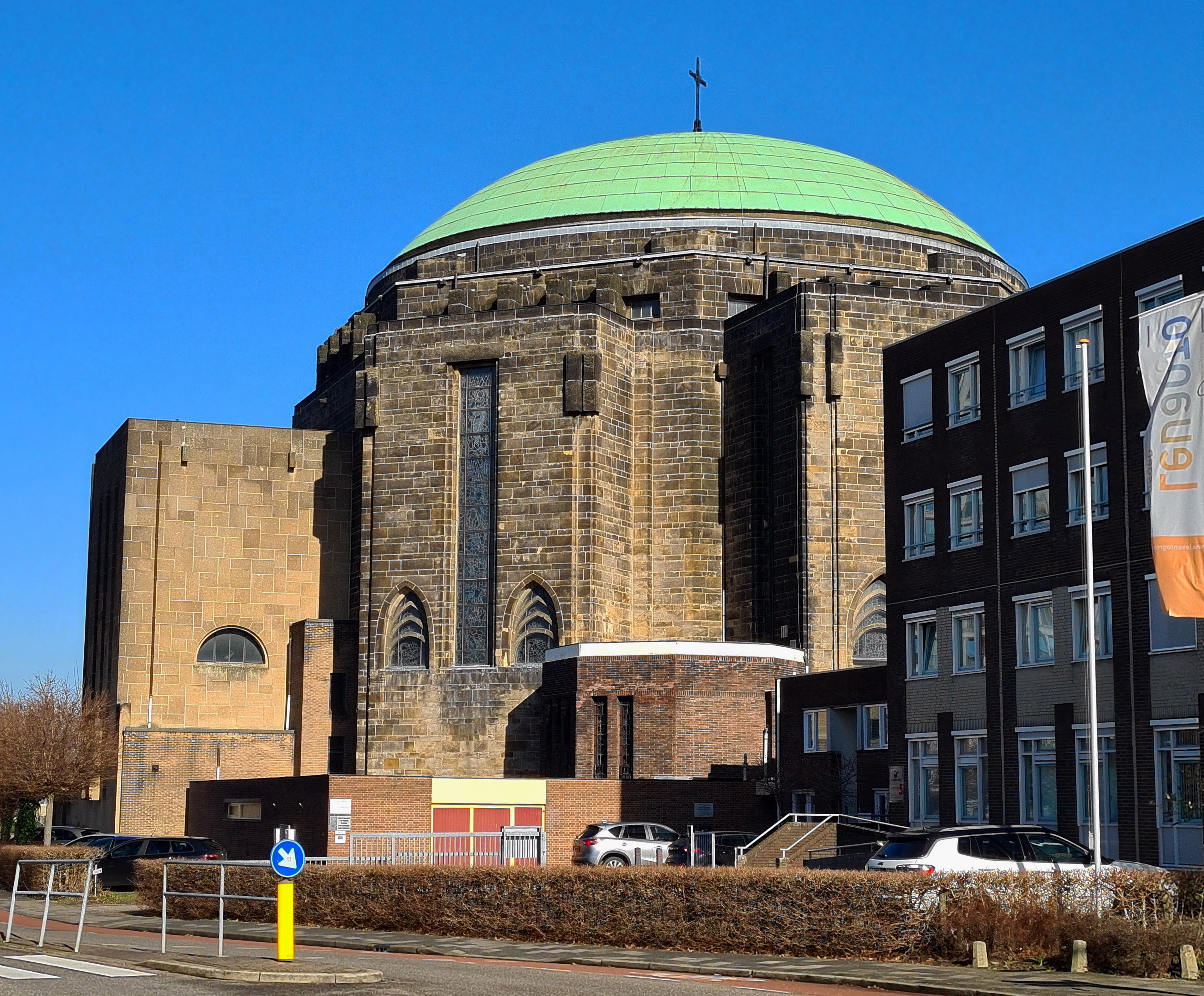
Koepelkerk, zuidzijde
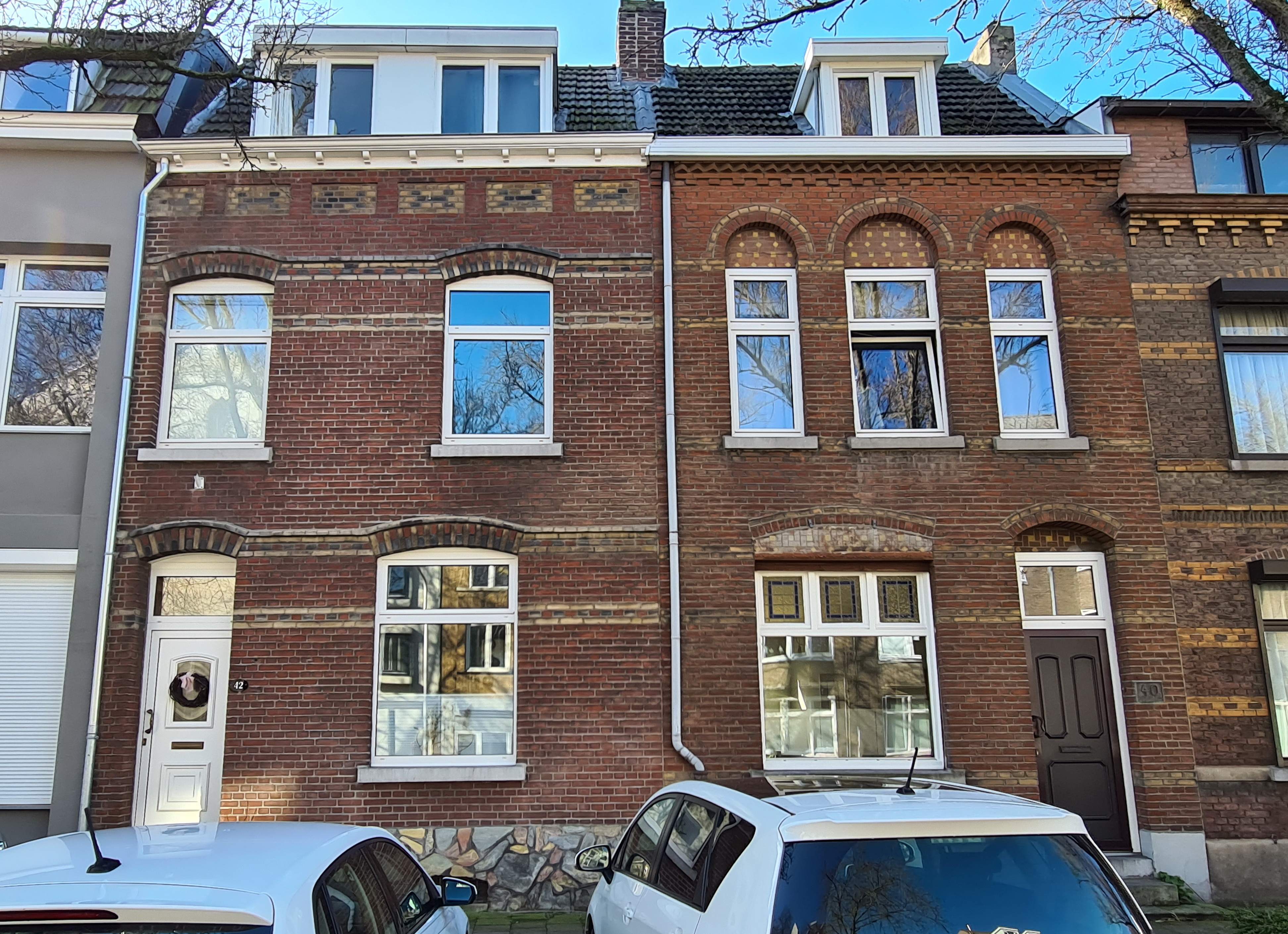
Heerderweg 40 & 42
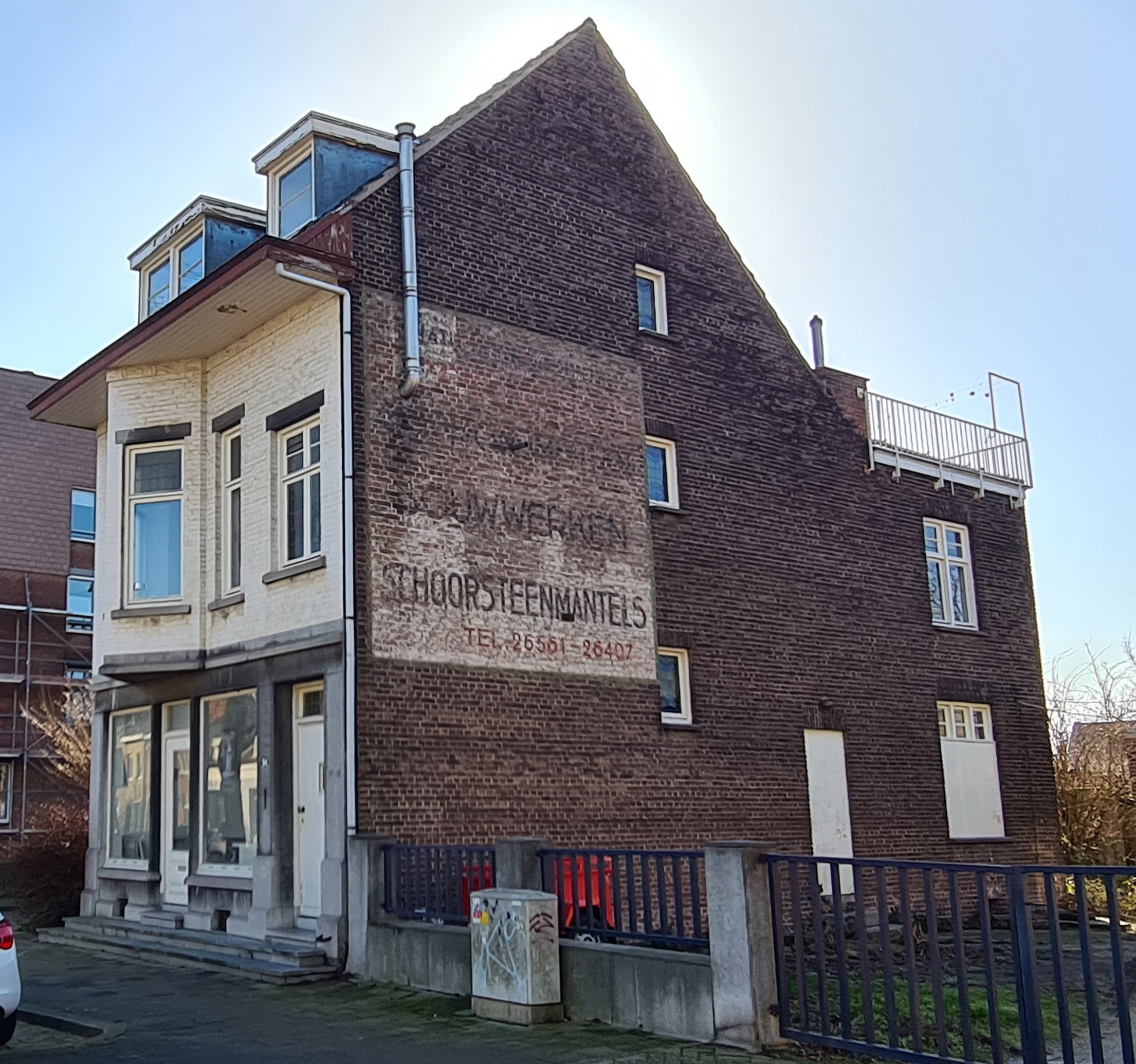
Heerderweg 54
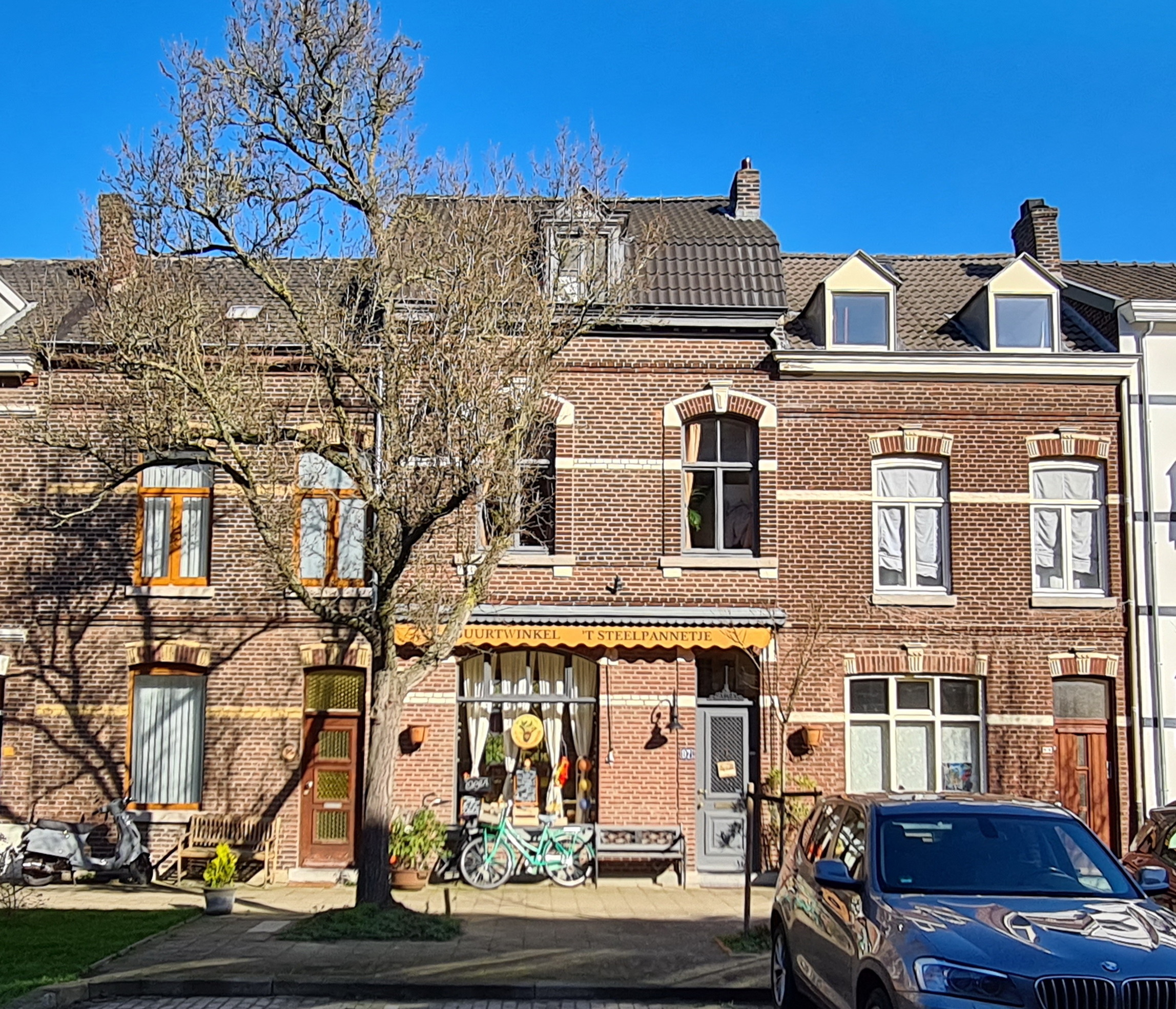
Heerderweg 97 (midden)

### Niet-beschermde bouwwerken
Behalve de enkele huizen die op de gemeentelijke monumentenlijst staan telt de Heerderweg een groot aantal niet-beschermde woonhuizen in een min of meer vergelijkbare bouwtrant uit dezelfde bouwperiode. In sommige gevallen zijn de huizen sterk verbouwd, waardoor typerende stijlkenmerken (vensterindeling, dakbedekking, voordeur) zijn verdwenen. Redelijk gave ensembles zijn Heerderweg 6-14, 24-54, 61-129, 105-115, 100-104 en 110-124.
Enkele grotere gebouwen zijn niet beschermd, maar bepalen door hun omvang en architectuur mede het karakter van de straat. Aan de noordzijde van de straat ligt naast de Koepelkerk het verpleeghuis Koepelhof uit 1990, een groot complex dat bestaat uit meerdere, geschakelde volumes. Het hoofdgebouw op de hoek van de Koepelstraat telt zes verdiepingen; de aansluitende delen zijn lager. De hoek wordt extra benadrukt door een torenachtig volume met een opbouw die doet denken aan een borstwering met kantelen. In dit volume is de entree ondergebracht met trappartijen en een hellingbaan. Het gebouw van de reclassering ligt op de tegenoverliggende hoek, waar de rooilijn van de Heerderweg zich versmalt. Het gebouw uit 1991 telt drie verdiepingen en heeft een afgeronde hoek met een terugwijkende entree en een ronde dakopbouw. Op de noordwestelijke hoek van de Prinsesselaan ligt een wit gepleisterd appartementengebouw uit 1976. Kenmerkend zijn de erkervormige vensters en de balkons/loggia's met afgeschuinde hoeken. De entree bevindt zich aan de kopse kant van het gebouw aan de Heerderweg. Verderop ligt een typisch voorbeeld van een portiekflat uit de jaren 1960. Het gebouw uit 1964 heeft een horizontale geleding, die versterkt wordt door het platte dak en de grijs geschilderde, betonnen banden. Het drie verdiepingen tellende gebouw bevat twaalf appartementen, gelegen aan twee portieken.
De bebouwing aan de even zijde van de Heerderweg wordt gedomineerd door het grote appartementencomplex Heerderweg 56-94 uit 1984. Het gebouw bestaat uit zes volumes, waarvan er vier parallel aan de Heerderweg en twee dwars geplaatst zijn. De twee middelste volumes aan de Heerderweg wijken iets terug ten opzichte van de rest. Het gebouw telt vier tot zes bouwlagen onder een plat dak, dat aan de straatzijde is afgeschuind. In de afgeschuinde delen bevinden zich loggia's en dakkapellen. Het naastgelegen pand Heerderweg 96 is een studentencomplex van vier verdiepingen, eveneens uit 1984. Het gebouw bevat 56 studentenkamers met gedeelde faciliteiten.
Een bijzonder object is de particuliere kapel van de Stichting Martina's Klooster, ondergebracht in een garage van het pand Heerderweg 2. In de aangrenzende tuin staat een stalen vitrinekast met een afgeplat schilddak, waarvan de zijkanten concaaf gebogen zijn en dat bekroond wordt met een metalen kruisje. De kast doet dienst als kaarsenkabinet.

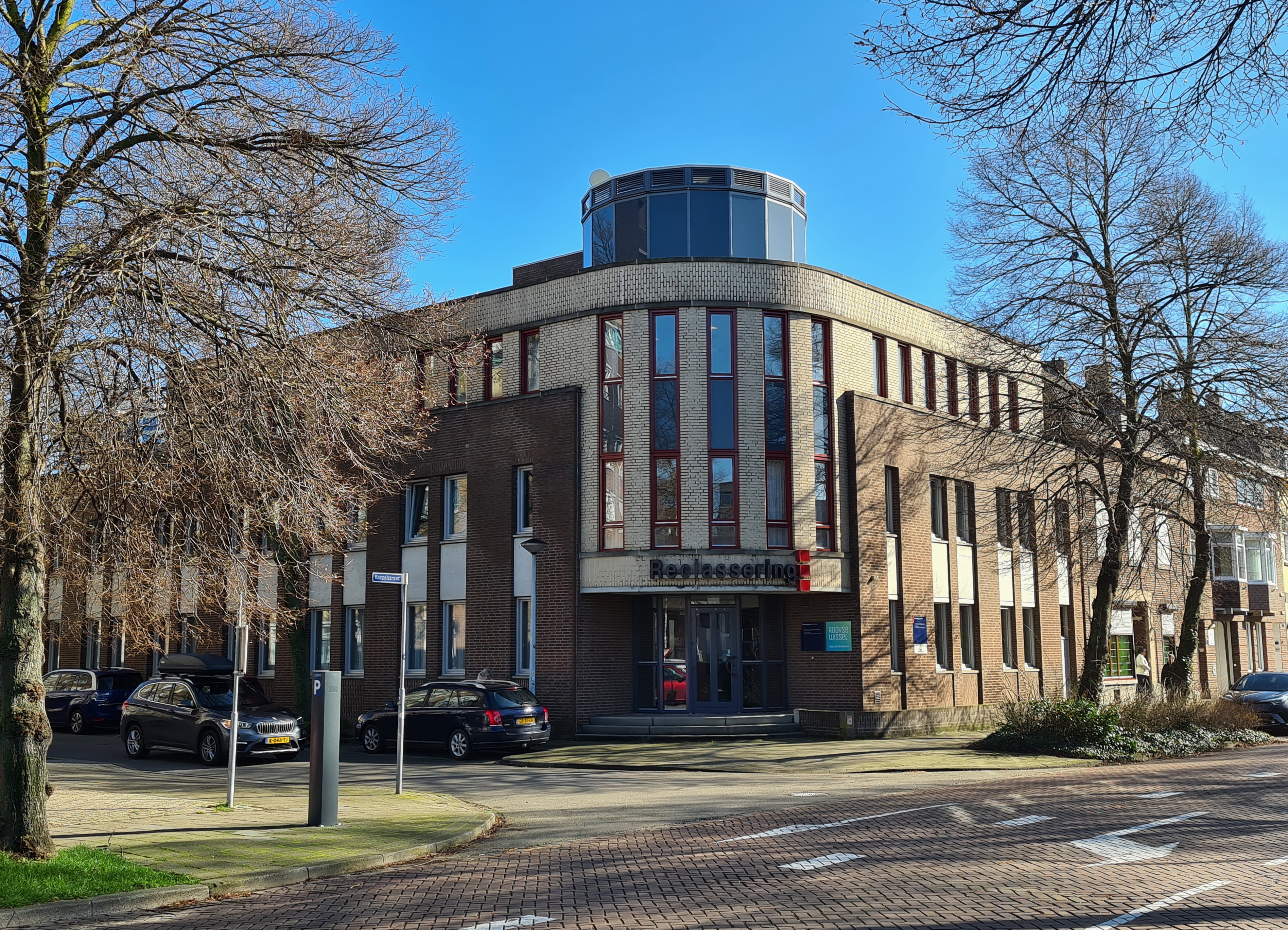
Gebouw van de reclassering, hoek Koepelstraat
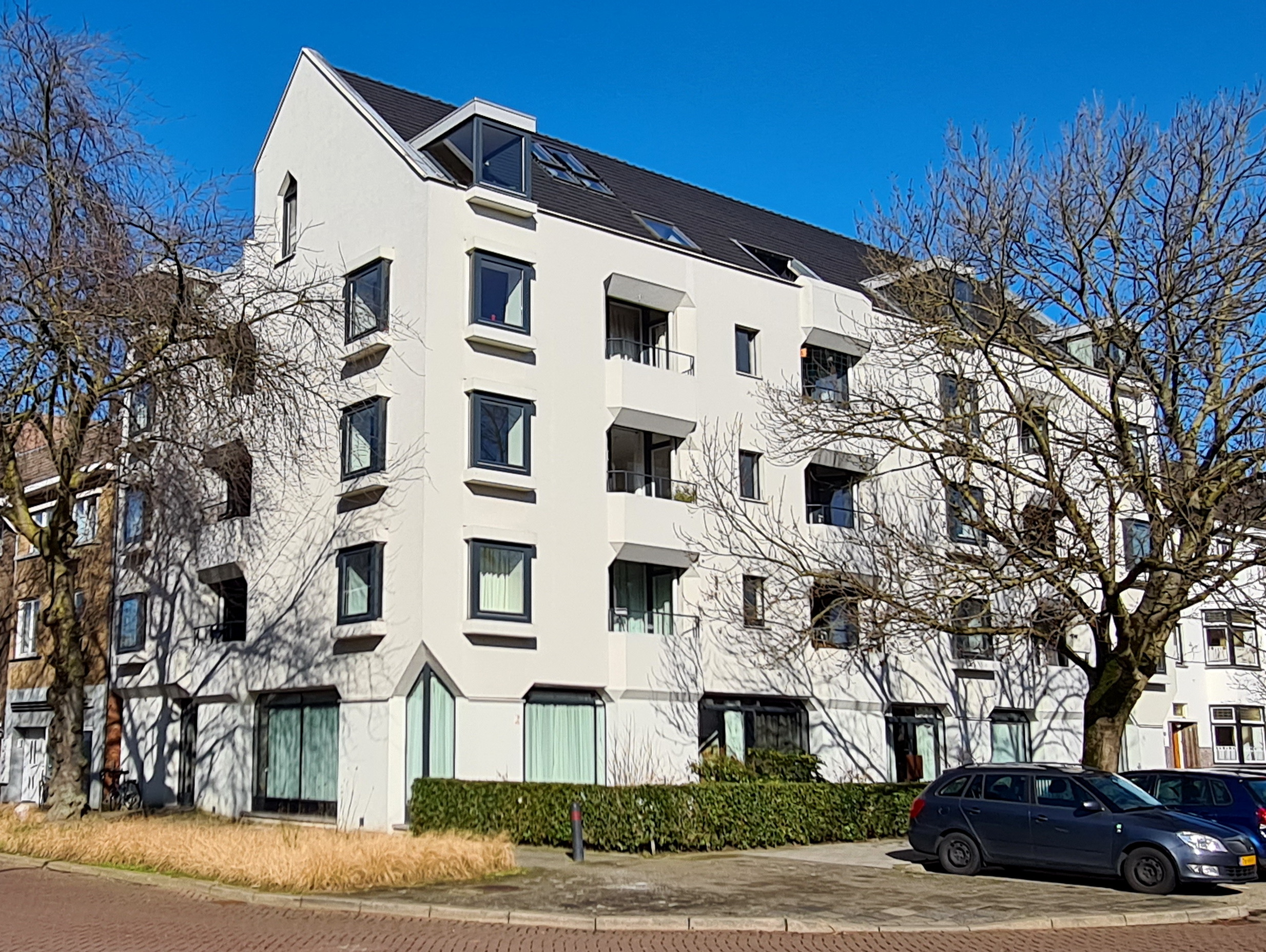
Appartementengebouw, hoek Prinsesselaan
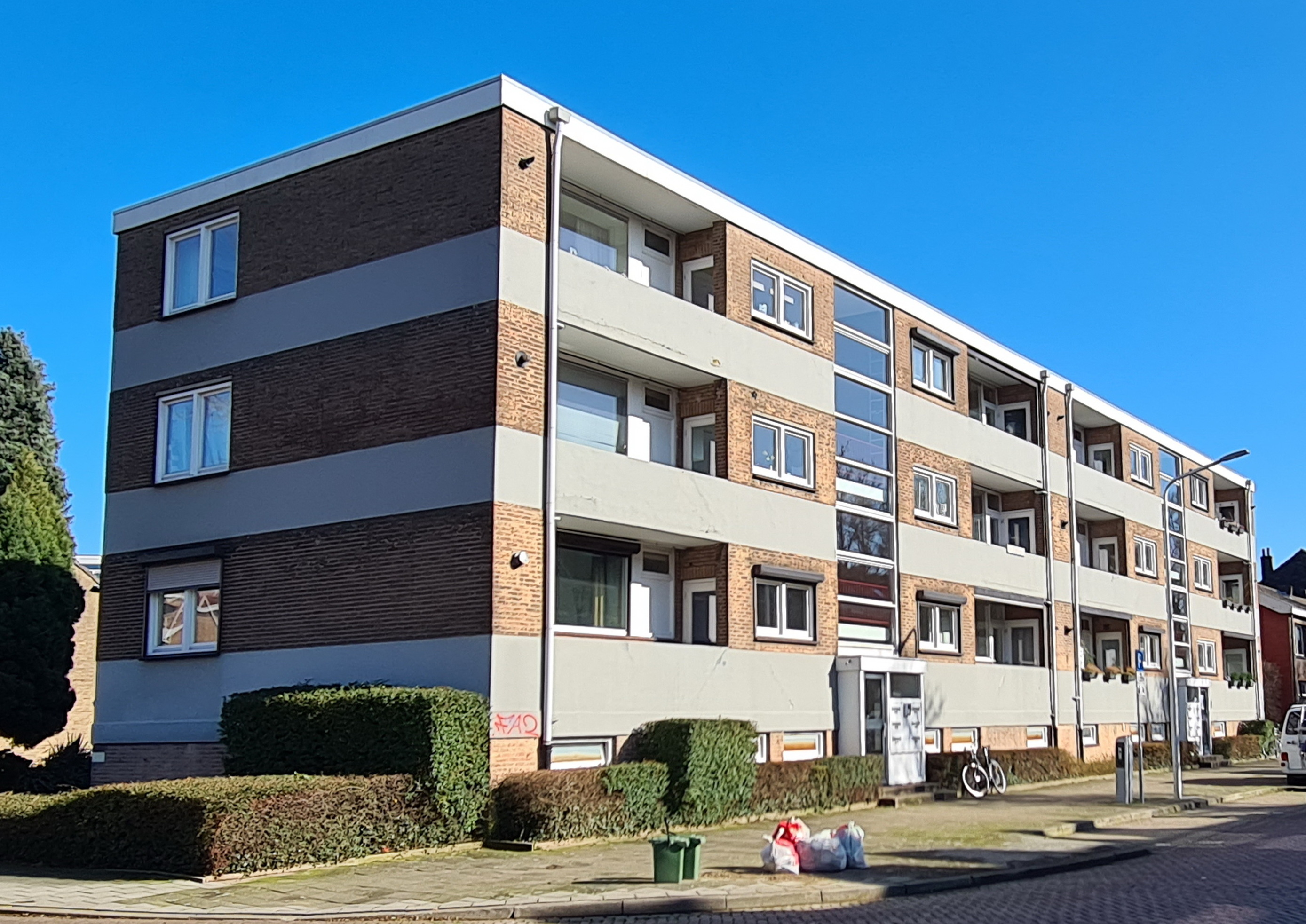
Portiekflat, hoek Prinsenlaan
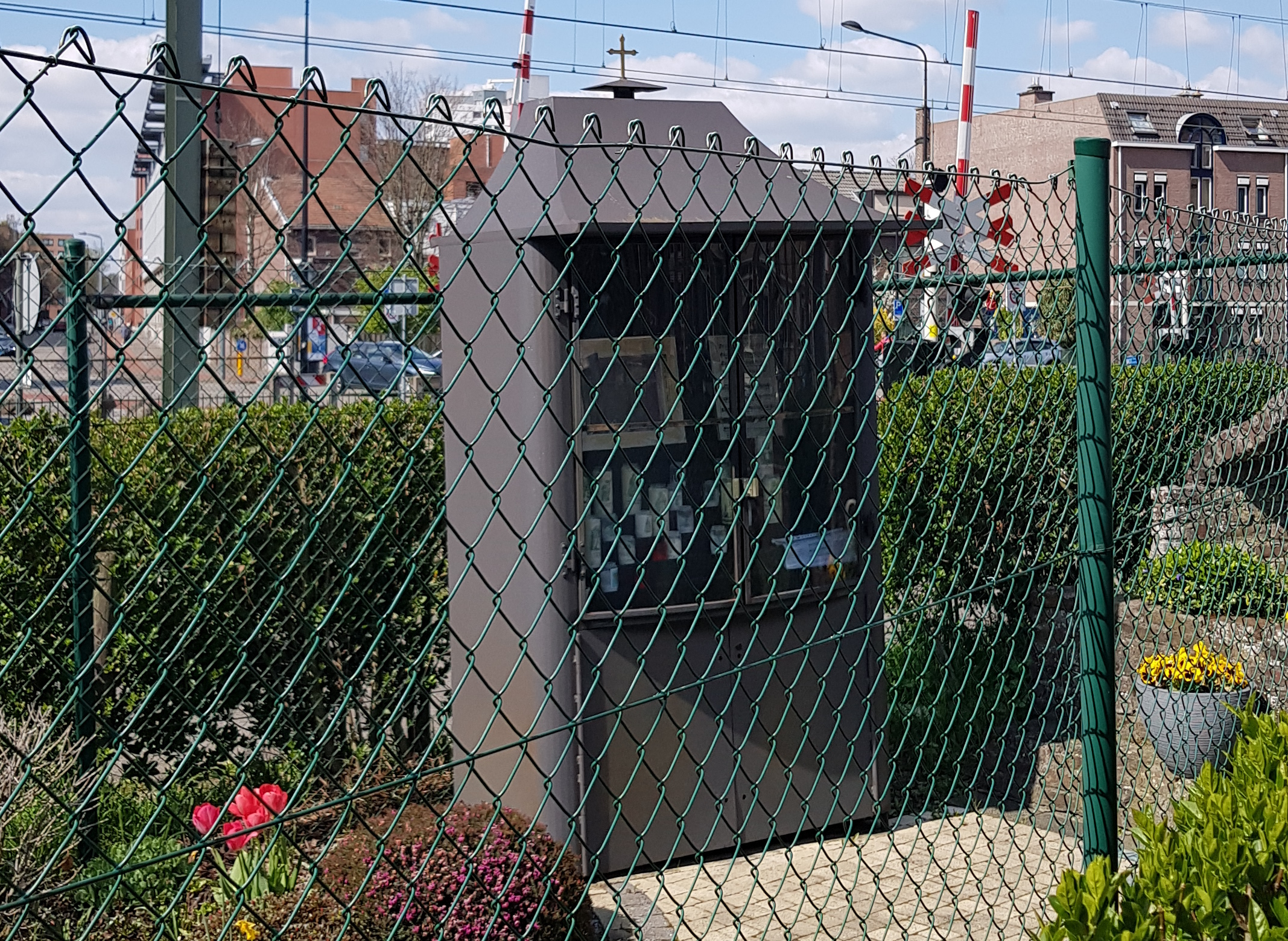
Kaarsenkabinet Heerderweg 2

## Trivia
- Van 1934 tot 1952 bestond er een voetbalclub V.V. Heerderweg. Deze fuseerde in 1952 met S.V. Rectoraat Broeder Paulus. De fusieclub R.H.C. bestond tot 2003.[60]
- De Heerderweg in Maastricht is niet de enige straat met die naam. In het Gelderse Epe is ook een Heerderweg. Deze leidt naar het dorp Heerde.